# Mitsubishi Airtrek (Китай)
Mitsubishi Airtrek ― компактний кросовер на акумуляторних батареях, що вироблявся GAC Mitsubishi, спільним підприємством Guangzhou Automobile Corporation та Mitsubishi Motors з 2021 по 2023 роки.

## Опис

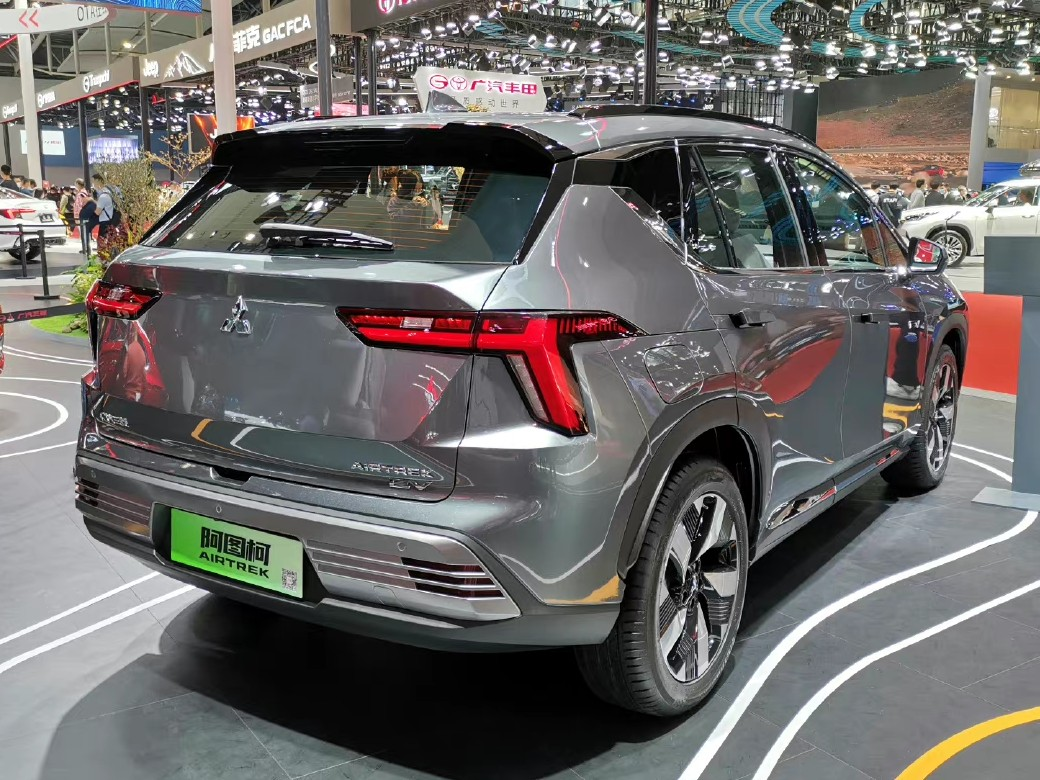

Airtrek був представлений на виставці Auto Guangzhou у листопаді 2021 року після попереднього показу однойменного концепту Airtrek у квітні 2021 року на виставці Auto Shanghai.
Він базується на тій самій платформі, що й Aion V, і має функцію напівавтономного водіння 2-го рівня з дев'ятьма радарами та камерами для прискорення, гальмування та утримання в смузі руху.
Airtrek надійшов у продаж виключно в Китаї на початку 2022 року.
У вересні 2023 року Mitsubishi припинила виробництво автомобілів у Китаї.

### Силовий агрегат
Airtrek живиться від літій-іонної батареї ємністю 70 кВт-год, яка працює в парі з електродвигуном потужністю 135 кВт (184 к.с.), що забезпечує заявлений запас ходу за китайським тестовим циклом CLTC в 520 км. Динаміці руху сприяє низько встановлена батарея з низько розташованим центром мас і розподілом ваги 50:50.